# Österreichischer Wirtschaftsbund
Der Österreichische Wirtschaftsbund (ÖWB) ist eine der sechs Teilorganisationen der Österreichischen Volkspartei und versteht sich als „größte […] politische Interessenvertretung für […] Unternehmer und selbstständig denkende Menschen“ in Österreich.

## Organisation
Er besteht seinerseits aus neun Landesorganisationen. Wirtschaftsbund-Funktionäre engagieren sich auf Bundes-, Landes- und Ortsebene neben der Interessenvertretung auch in gesetzlichen Körperschaften wie Wirtschaftskammern und Sozialversicherungen.
In der Wirtschaftskammer Österreich stellt der Wirtschaftsbund mit Harald Mahrer den Wirtschaftskammerpräsidenten sowie alle neun Landespräsidenten. Bei der Wirtschaftskammerwahl 2020 kam der Wirtschaftsbund auf 69,6 %.
Laut Statut können sowohl Unternehmer als auch Arbeitnehmer mit „unternehmerischem Denken“ Mitglied werden. Seine Mitglieder sind vor allem kleine und mittlere Unternehmen (sogenannten KMUs). Der Wirtschaftsbund hat österreichweit etwa 100.000 Mitglieder. Während ordentliche Mitglieder des Wirtschaftsbundes auch ÖVP-Mitglieder sind, beschränken sich außerordentliche Mitgliedschaften auf die Mitgliedschaft im Wirtschaftsbund.
Die Gründung erfolgte am 8. Mai 1945, erster Obmann war Julius Raab, der die Organisation bis 1963 führte. Als weitere Langzeitobmänner sind Rudolf Sallinger (1966–1989), Leopold Maderthaner (1989–1999) und Christoph Leitl (1999–2017) zu erwähnen. Aktueller Präsident ist Harald Mahrer. Als Generalsekretär fungiert Kurt Egger, seine Stellvertreterin war bis April 2025 Carmen Jeitler-Cincelli. Seit 1. Mai 2025 ist Peter McDonald stellvertretender Generalsekretär.
Der Verein ist Mitglied von SME Europe, der Wirtschafts- und Mittelstandsvertretung innerhalb der Europäischen Volkspartei (EVP).
Als Auszeichnung verleiht der Wirtschaftsbund die Julius-Raab-Medaille.

## Geschichte
Bereits in den 1930er-Jahren hatte der 1927 in den Nationalrat gewählte Abgeordnete Ing. Julius Raab angesichts der „furchtbaren und zerfahrenen Organisation der Gewerbetreibenden“ die Stärkung der Standesvertretung der Wirtschaftstreibenden durch größere Gemeinsamkeit in einer politischen und in einer gesetzlichen fundierten Organisation verfolgt. Zwischen 1930 und 1932 initiierte er die Umwandlung des ursprünglich unpolitischen Gewerbebundes in eine politische, sich zur christlich-sozialen Partei bekennenden Organisation. Mit dem am 24. Juni 1937 beschlossenen Kammergesetz wurde durch die Errichtung der Bundeshandelskammer auch die gesetzliche Vertretung der Unternehmer realisiert. Damit wurde auch der Grundstein für die Sozialpartnerschaft gelegt, die Österreich über die Jahrzehnte sozialen Frieden und Wohlstand sicherte.
Nach der Gründung der Österreichischen Volkspartei am 17. April 1945 gründete Julius Raab am 8. Mai 1945 den Österreichischen Wirtschaftsbund.
Ende 1946 zählte der ÖWB bereits mehr als 100.000 Mitglieder in über 1000 Ortsgruppen und 300 Bezirksgruppen.
1953 wurde Julius Raab zweiter Bundeskanzler der Republik Österreich – er bekleidete dieses Amt bis 1961 – und ging als „Staatsvertragskanzler“ in die Geschichte ein.
Mit dem „Raab-Kamitz-Kurs“, der Budgetsanierung und Schillingstabilisierung, Steuersenkung und Wirtschaftsbelebung zur Folge hatte, stellte man die wirtschaftliche Lebensfähigkeit Österreichs noch vor der Unterzeichnung des Staatsvertrags unter Beweis.
Der in den 1960ern realisierte „Koren-Plan“ führte in den Jahren 1968, 1969 und 1970 zu einem überdurchschnittlich hohem Wirtschaftswachstum, welches insbesondere auf den stark gesteigerten Export zurückzuführen war.
Sehr früh erkannte man im ÖWB auch, dass für ein wirtschaftlich erfolgreiches Österreich eine Überwindung der Enge des österreichischen Marktes notwendig ist. Deshalb verfolgten die Anstrengungen zahlreicher hochrangiger ÖWB-Funktionäre stets die Vollmitgliedschaft bei der EWG, der heutigen Europäischen Union. Auch dem Einsatz des damaligen Wirtschaftsminister Wolfgang Schüssel ist es zu verdanken, dass die EG-Beitrittsverhandlungen im Jahr 1994 einen für Österreich positiven Ausgang fanden.
Seit dem Jahr 1945 bekleideten in jeder Bundesregierung – mit Ausnahme der Regierungen Kreisky, Sinowatz und Vranitzky I – Wirtschaftsbündler Minister- bzw. Staatssekretärspositionen. Im Jahr 2000 wurde schließlich Wolfgang Schüssel – der von 1975 bis 1989 WB-Generalsekretär war – Bundeskanzler und initiierte Reformen, die weit über seine Amtszeit hinaus Wirkung zeigen. Der WB-Generalsekretär der Jahre 1992 bis 2000, Reinhold Mitterlehner, wurde 2008 Wirtschaftsminister und 2014 Vizekanzler.
In den Wirtschaftskammern stellt der WB seit 1945 jeden Präsidenten und erreichte bei jeder Wirtschaftskammwahl in jedem Bundesland und auf Bundesebene stets die absolute oder Zweidrittelmehrheit. Bei der Wirtschaftskammerwahl 2020 kam der Wirtschaftsbund bundesweit auf 69,6 Prozent.

## Wirtschaftsbund-Präsidenten
| 1945 bis 1964 | Julius Raab         |
| 1966 bis 1989 | Rudolf Sallinger    |
| 1989 bis 1999 | Leopold Maderthaner |
| 1999 bis 2017 | Christoph Leitl     |
| seit 2017     | Harald Mahrer       |

## Wirtschaftsbund-Generalsekretäre
| 1945–1946                      | Ernst Robetschek      |
| 1946–1971                      | H.C. Fritz Eckert     |
| 1972–1976                      | Erhard Busek          |
| 1975–1991                      | Wolfgang Schüssel     |
| 1989–1992                      | Kurt Bergmann         |
| 1991–1992                      | Johannes Ditz         |
| 23. Okt. 1991 – 30. Sept. 1992 | Walter Natter         |
| 05. Nov. 1992 – 2000           | Reinhold Mitterlehner |
| 2000–2008                      | Karlheinz Kopf        |
| 2008–2017                      | Peter Haubner         |
| 1. Jän. 2018 – 28. Feb. 2019   | Rene Tritscher        |
| 1. März 2019 – heute           | Kurt Egger            |